# Сімферопольська виправна колонія № 102

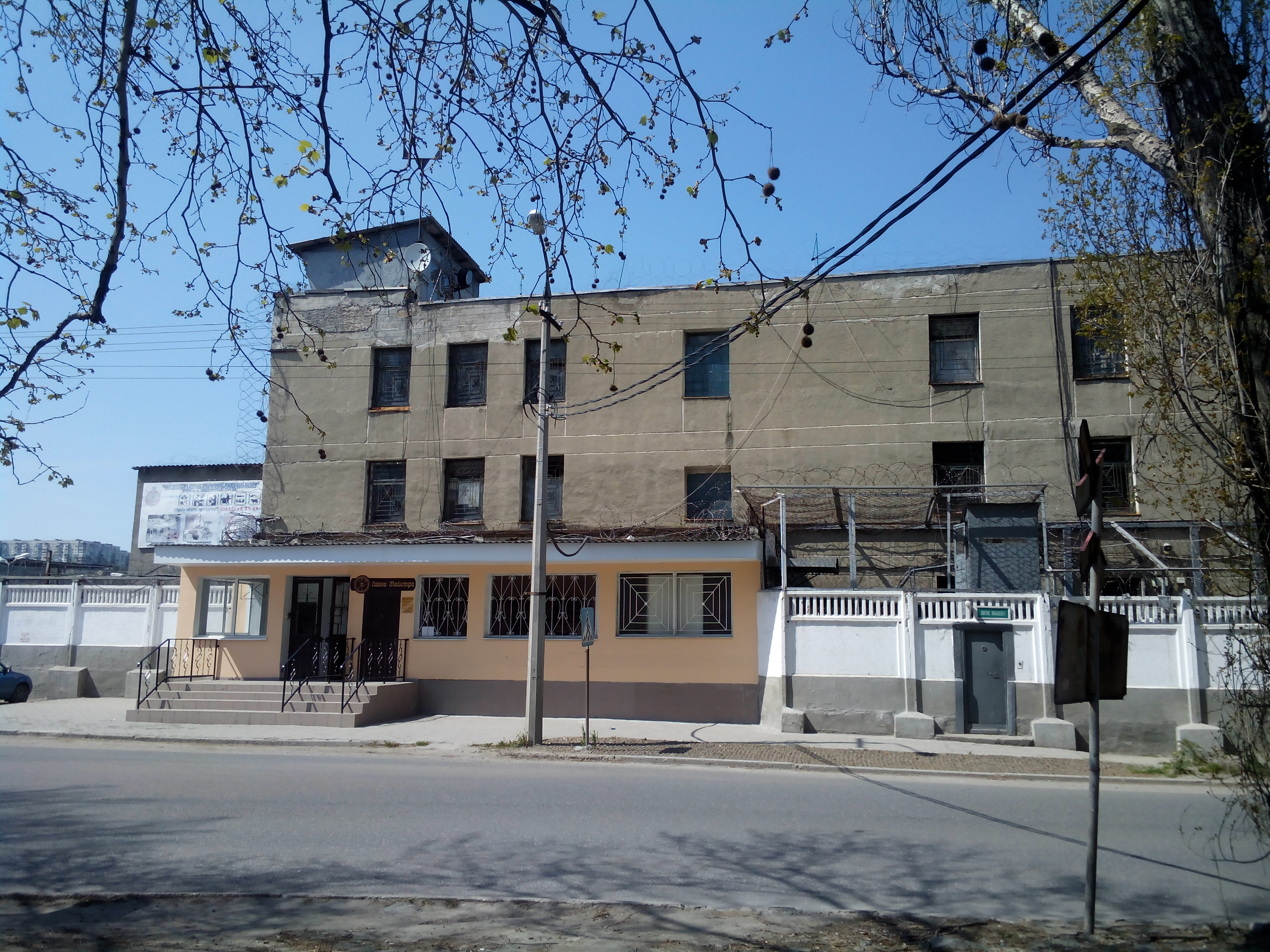
Сімферопольська виправна колонія № 102

Сімферопольська виправна колонія — виправна колонія управління Державного департаменту України з питань виконання покарань в Автономній Республіці Крим № 102.

## Історія колонії
На цій території виправно-трудова колонії існувала ще з 1936 р.
Під час окупації Криму німецько-фашистськими загарбниками на цьому місці розташувались авіаційні ремонтно-механічні майстерні. Після визволення населення Криму за наказом І. В. Сталіна № 50 у м. Краснодарі утворено резерв МВС кількістю 168 чоловік, до складу якого входила опергрупа кількістю 40 чоловік по розшуку осуджених, яка 14 квітня 1944 р. за наказом МВС СРСР була переведена до Криму. Вже 16 квітня 1944 р. командиром опергрупи В. П. Івановим був вбитий перший кілок під дротяну огорожу післявоєнної колонії.
19 квітня 1944 р. до Криму перевозиться майно штабу МВС, який розташувався в м. Сімферополі на вул. Пушкіна, а управляння МВС — на вул. Гоголя.
З перших днів існування ВТК у післявоєнний період ув'язнені займалися будівництвом і облаштуванням житлових, виробничих та інших об'єктів, які забезпечували життєдіяльність колонії. Обнесена колючим дротом територія колонії розділялася на жилу зону, робочу та пересильний пункт, який проіснував до 1954 р.
Ув'язнені пересильного пункту працювали виключно на території колонії, займаючись будівництвом бараків, виготовленням колибу. Інші ув'язнені виводилися на роботу на плодово-овочевий комбінат, на будівництво залізничної гілки «Анатра», дві бригади працювали у взуттєвих майстернях, інші займалися деревообробкою, а також на будівництві та облаштуванні території. У1947 р. дротяна огорожа була замінена на дерев'яну, а через рік — на глинобитну. Після втечі двох ув'язнених у 1949 р. будується кам'яна огорожа заввишки 2,5 метри.
З 1944 р. по 1949 р. встановився кордон території колонії довжиною по периметру 1080 м.
Після будівництва колонії починається будівництво житла барачного типу для тимчасового розміщення співробітників.
У 1957 р. у виробничій зоні колонії побудований штрафний ізолятор. З березня місяця 1959 р. ВТК стає колонією загального режиму.
До березня 1960 р. визначився особовий склад ВТК кількістю 131 чоловік. При ліміті наповнення 800 чоловік у колонії утримувалося 388 чоловік.
Кам'яна огорожа, що відгороджувала колонію, стає заввишки 3 метри. Із внутрішньої сторони по всьому периметру була попереджувальна зона шириною у 5 метрів, а з зовнішньої сторони — заборонна смуга шириною від 5 до 10 метрів, в якій встановлені «Сітка-намет» та три «Блокноти». Контрольно-слідова смуга висипалася із стружки.
На території колонії розташовувалися: двоповерховий адміністративний корпус, 4 корпуси для жилих приміщень колонії. Існувала їдальня, баня з дезкамерою, пральня, санчастина із стаціонаром, продовольчий та речовий склади, конюшня, свинарник.
Поза колонією працювало 9 розконвойованих засуджених.
Ув'язнені за добросовісне ставлення до роботи та активну учать у суспільному житті переводилися із загального режиму на полегшений. Створена секція суспільного порядку з 45 ув'язнених.
До березня 1965 р. у ВТК працює 123 чоловіки особового складу, начскладу — 23 чоловіки, вільнонайманого складу −100 чоловік, а ліміт наповнення збільшується до 1050 чоловік.
Поряд з деревообробкою, виготовленням сувенірних виробів утворюється ділянка по металообробці.
Автотранспортний парк складається з 16 автомашин, 1 мотоциклу та 1 моторолеру.
До березня 1970 р. чисельність ув'язнених становить 1280 чоловік, при ліміті наповнення 1010 чоловік, які використовуються на власному виробництві, господарській обслузі та на контрагентських об'єктах.
Автопарк зростає до ЗО автомашин, є 2 автокрани (3-х і 10-тонних).
Здано в експлуатацію гуртожиток на 320 чоловік. Почалося будівництво інструментального цеху і лазні-пральні для ув'язнених. Побудована їдальня для співробітників і закінчується реконструкція їдальні для ув'язнених, йдуть роботи по будівництву «Забора-маски».
До 1975 р. у колонії працювало 327 чоловік особового складу, з них: начскладу — 45 чоловік, вільнонайманих — 282 чоловіки, утримувалося 1532 засуджених при ліміті наповнення 1250 чоловік.
Засуджені використовувалися на власному виробництві, госпобслуговуванні, контрагентських об'єктах. Поступово збільшується обсяг та асортимент продукції, пов'язаної з металообробкою, деревообробне виробництво зменшується. Одночасно йде інтенсивне будівництво в жилій та виробничій зонах будинків, в які переселяються сім'ї співробітників з будинків барачного типу, а на цьому місці розташовується батальйон охорони (зараз полк Національної гвардії України).
Згідно з наказом МВС УРСР № 0139 від 12.09.1938 р. установа перепрофілюється на лікувально-трудовий профілакторій з лімітом наповнення 1100 чоловік.
Демонтується вся колонійська атрибутика: вишки, колючий дріт, система сигналізації, протиперекидні пристрої та ін. У медичній частині оборудуються наркологічний стаціонар, сумісно з соматичним стаціонаром та поліклінікою для примусового лікування спецконтингенту.

## Сучасний стан

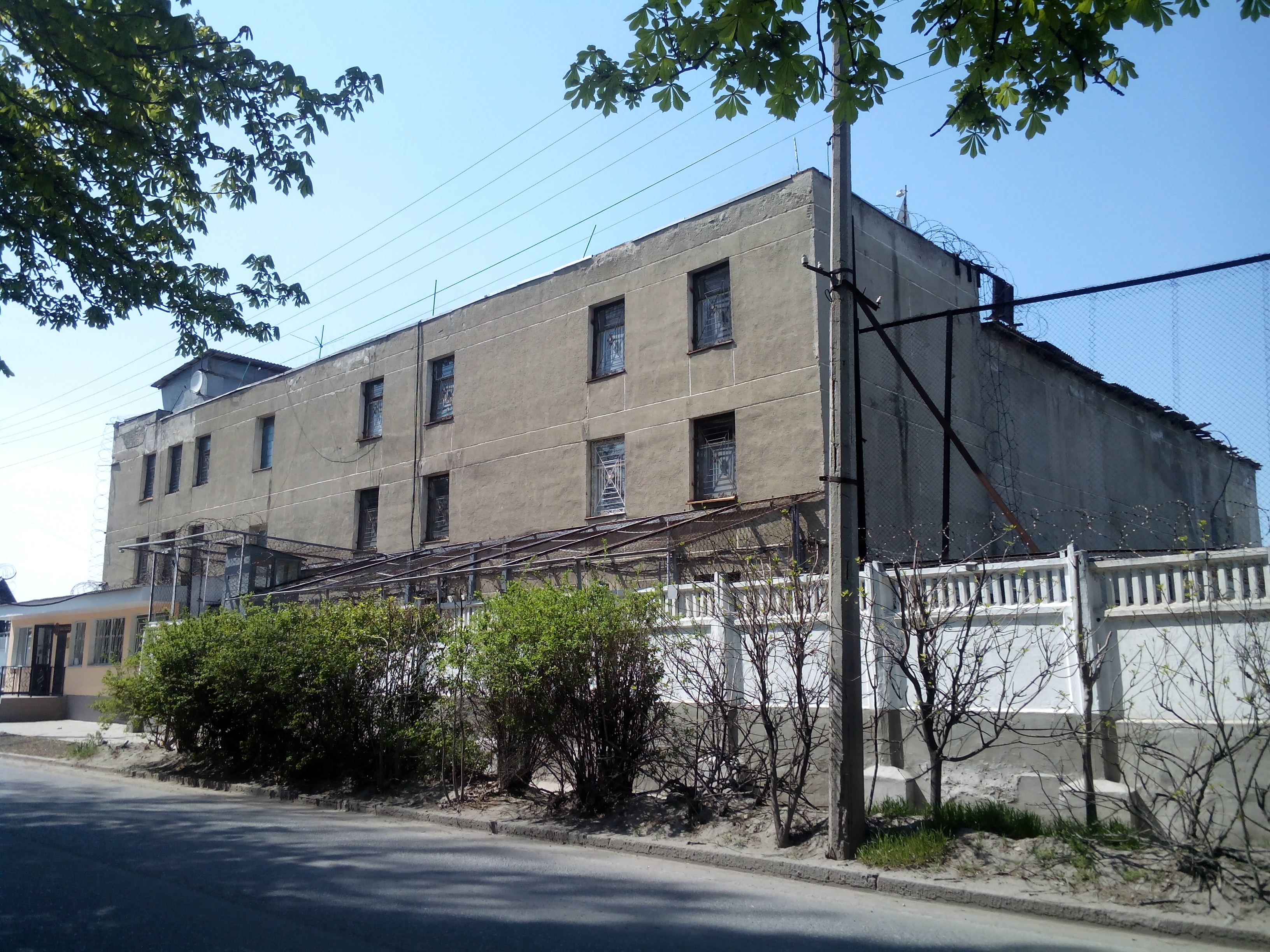
Сімферопольська виправна колонія № 102

Згідно з наказом № 213 від 14 червня 1992 року відкривається колонія суворого режиму з лімітом наповнення 510 чоловік. 10 листопада 1992 року прибуває перший етап засуджених. Заново зводяться інженерно-технічні споруди та інша атрибутика охорони колонії суворого режиму.
Загальна площа закладу становить 105220 м², у тому числі:
- площа жилої зони — 30600 м²;
- виробнича зона — 43620 м²;
- господарська зона — 19300 м²;
- військове містечко — 11700 м².

Для утримання засуджених на території закладу існує:
- 5 гуртожитків;
- приміщення ДІЗО-ПКТ;
- їдальня;
- клуб;
- банно-пральний комплекс;
- 22 кімнати тривалих побачень;
- магазин;
- бібліотека;
- продовольчий та речовий склади;
- овочесховище.

Медична частина розташована на території жилої зони із соматичним стаціонаром, ізолятором та поліклінікою. Спецконтингент задіяний на власному виробництві.
У різні роки установу очолювали: У. Шемєтов, І. П. Дядюшев, М. І. Кобзаренко, А. П. Ільяшенко, В. В. Паньков, В. І. Стегайло, Д. В. Константінов.
На даний час її очолює М. М. Дорошенко.

## Адреса
95000 м. Сімферополь, пров. Елеваторний, 4

начальник Дорошенко Микола Миколайович